# Route 870 (Nouveau-Brunswick)
Pour les articles homonymes, voir Route 870.
La route 870 est une route locale du Nouveau-Brunswick, située dans le sud de la province. Elle traverse une région mixte, tant boisée que vallonneuse. De plus, elle mesure 19 kilomètres, et est pavée sur toute sa longueur.

## Tracé
La 870 débute à Springfield, sur la route 124. Elle commence par se diriger vers le nord-est en suivant les ruisseaux Belleisle et Pascobac, en croisant notamment la route 875 à Belleisle Creek. Elle traverse ensuite Collina, et se termine 4 kilomètres au nord-est, sur la route 10, à Centreville.

## Intersections principales
| route 870      |                 |    |                                            |                           |
| Comté          | Location        | km | Intersection/Destinations                  | Notes                     |
| Comté de Kings | Springfield     | 0  | R-124, Norton, Cambridge-Narrows, Kingston | extrémité ouest de la 870 |
| Comté de Kings | Belleisle Creek | 6  | R-875 est, Pascobac, Searsville            |                           |
| Comté de Kings | Centreville     | 19 | R-10, Sussex, Chipman, Minto               | extrémité est de la 870   |